# ŽBK Dinamo Koersk
Zjenskij basketbolnyj kloeb Dinamo Koersk (Russisch: Женский баскетбольный клуб Динамо Курск), is een damesbasketbalteam uit Koersk.

## Geschiedenis
De club werd in 1994 opgericht onder de naam Svetlana Koersk. Die naam kwam van haar algemene sponsor, het gelijknamige bouwbedrijf Svetlana. De eerste coach van de club was Vadim Birdoes. In 1997 werd door het Directoraat Interne Zaken in de Oblast Koersk, de naam verandert in Dinamo Koersk. In 1999 ging de club voor het eerst spelen in de hoogste competitie, (Russische superliga), van Rusland. In het seizoen 2009/10 werd de club vierde in de competitie. In 2000 speelde de club voor het eerst in de Europese competitie. Ze speelde in de Ronchetti Cup. In 2011 werd de Litouwse coach Alfredas Vainauskas, de nieuwe coach van de club. In 2012 won de club onder zijn leiding de EuroCup Women door in de finale Kayseri Kaski SK uit Turkije over twee wedstrijden te verslaan. De eerste wedstrijd verloor Dinamo met 55-69 en de tweede wedstrijd won Dinamo met 75-52. Na een aantal wedstrijden in het seizoen 2013/14 werd coach Vainauskas vervangen door de Amerikaanse coach Bo Overton. Onder zijn leiding stond Dinamo in 2014 weer in de finale van de EuroCup Women. Nu verloren ze van Dinamo Moskou uit Rusland. De eerste wedstrijd verloren ze met 97-65 en wonnen ze de tweede wedstrijd met 61-85. Dit was niet voldoende voor de eindoverwinning. In 2015 werd Dinamo voor de eerste keer Bekerwinnaar van Rusland. Ze wonnen in de finale van Sparta&K Oblast Moskou Vidnoje met 68-49. In 2016 herhaalde Dinamo deze prestatie door in de finale weer van Sparta&K Oblast Moskou Vidnoje te winnen. Dit keer met 60-54. In 2016 kwam de Spaanse coach Lucas Mondelo naar de club. Meteen won hij in 2017 met Dinamo de grootste prijs in de geschiedenis van de club. Dinamo won de EuroLeague Women door in de finale Fenerbahçe uit Turkije met 77-63 te verslaan. Dinamo won ook de FIBA Europe SuperCup Women door Yakın Doğu Üniversitesi uit Turkije met 84-73 te verslaan. In 2018 werd Dinamo voor de derde keer Bekerwinnaar van Rusland. Ze wonnen van MBA Moskou met 85-55. In 2019 verloor Dinamo de finale om de EuroLeague Women. Ze verloren van UMMC Jekaterinenburg uit Rusland met 67-91. In 2020 werd Dinamo voor de vierde keer Bekerwinnaar van Rusland. Ze wonnen van UMMC Jekaterinenburg met 84-71. In 2022 werd Dinamo voor de vijfde keer Bekerwinnaar van Rusland. Ze wonnen van Nika Syktyvkar met 65-61. In 2022 werd Dinamo voor het eerst Landskampioen van Rusland.
Als een reactie op de Russische invasie van Oekraïne in 2022, werden de Russische clubs, Dinamo Koersk, UMMC Jekaterinenburg en MBA Moskou op 28 februari 2022 uit de EuroLeague Women competitie gezet.

## Resultaten

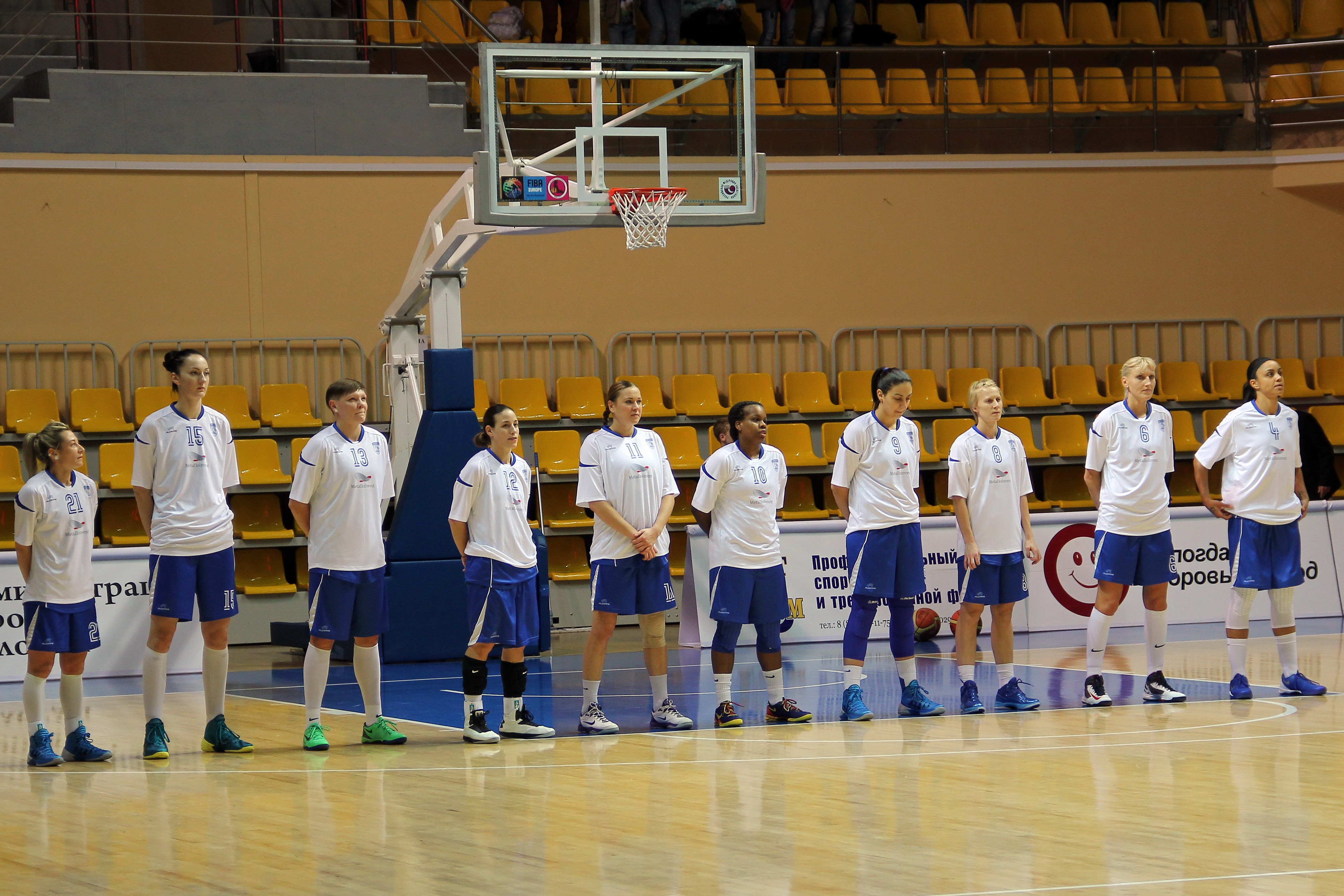
Dinamo Koersk.

### Staafdiagram
Het cijfer in iedere staaf is de bereikte positie aan het eind van de competitie.
| 6 |

| 7 |

| 6 |

| 10 |

| 11 |

| 6 |

| 7 |

| 5 |

| 7 |

| 7 |

| 4 |

| 4 |

| 4 |

| 4 |

| 3 |

| 3 |

| 3 |

| 2 |

| 2 |

| 2 |

| 2 |

| 2 |

| 1 |

| 2 |

| 3 |

| 5 |

| Landskampioen Rusland |

| Landskampioen Rusland |

## Erelijst
- Landskampioen Rusland: 1
  - Winnaar: 2022
  - Tweede: 2017, 2018, 2019, 2020, 2021, 2023
  - Derde: 2014, 2015, 2016, 2024
- Bekerwinnaar Rusland: 5
  - Winnaar: 2015, 2016, 2018, 2020, 2022
  - Runner-up: 2017, 2019, 2021, 2024, 2025
- RFB Super Cup:
  - Runner-up: 2022, 2023
- EuroLeague Women: 1 
  - Winnaar: 2017
  - Runner-up: 2019
- EuroCup Women: 1
  - Winnaar: 2012
  - Runner-up: 2014
- FIBA Europe SuperCup Women: 1
  - Winnaar: 2017

## Bekende (oud-)spelers
| - Kristina Alikina - Natalja Anojkina - Jekaterina Arsenjeva - Jevgenia Beljakova - Anastasia Botsjarova - Veronika Dorosjeva - Anastasia Fomina - Jevgenia Frolkina - Olga Frolkina - Nina Glonti - Marina Goldyreva - Jelena Kirillova - Joelia Kozik - Ksenia Lapteva - Ksenia Levtsjenko - Jekaterina Lisina - Anastasia Logoenova - Zjosselina Maiga | - Viktoria Medvedeva - Raisa Moesina - Irina Osipova - Anna Petrakova - Ljoedmila Sapova - Jelizaveta Sjabanova - Aleksandra Sjtanko - Aleksandra Stoljar - Maria Toropova - Maria Tsjerepanova - Maria Vadejeva - Tatjana Vidmer - Natalja Vodopjanova - Jelena Volkova - Natalja Zjedik - Gunta Baško-Melnbārde - Anete Jēkabsone-Žogota - Irena Baranauskaitė-Vizbarienė | - Aušra Bimbaitė - - Irina Banar - - Irina Crasnoscioc - - Natalja Krasnosjtsjek - Oleksandra Koerasova - Joelija Rytsikava - Héléna Ciak - Shay Doron - Jelena Milovanović - Sonja Petrović - Nika Barič - Anna Cruz - Marta Xargay - Işıl Alben - Seimone Augustus - Rebekkah Brunson - - Glory Johnson - Temeka Johnson | - Angel McCoughtry - - Nneka Ogwumike - - Epiphanny Prince - Michelle Snow - Breanna Stewart - Kyara Linskens |

## Bekende (oud-)coaches
- Vadim Birdoes (1994-1996)
- Oleg Sgonnikov (1996-2004)
- Aleksej Rysjtsjenkov (2004-2005)
- Armand Krauliņš (2005)
- Viktoria Sgonnikova,  Sergej Popov (2005-2006) (interim)
- Aleksandr Kovaljov (2006)
- Viktoria Sgonnikova,  Sergej Popov (2006-2007) (interim)
- Anatoli Mysjkin (2007-2008)
- Viktoria Sgonnikova,  Sergej Popov (2007-2008) (interim)
- Algirdas Paulauskas (2008-2011)
- Alfredas Vainauskas (2011-2013)
- Bo Overton (2013-2014),  Elen Sjakirova (2014 (interim)
- Gundars Vētra (2014-2016)
- Lucas Mondelo (2016-2019)
- Roberto Íñiguez (2019-2020)
- Elen Sjakirova (2020-2021)[12]
- Vasili Karasjov (2021-2022)[13]
- Thibaut Petit (2022-2023)
- Igor Gratsjev (2023-2024)
- Sergej Voznjoek (2024-heden)